# 파울루 벤투
파울루 조르즈 고메스 벤투(포르투갈어: Paulo Jorge Gomes Bento, 1969년 6월 20일 ~ )는 포르투갈의 은퇴한 축구 선수이자 축구 지도자로 대한민국 축구 국가대표팀 역사상 8번째 외국인 사령탑(포르투갈 출신으로는 움베르투 코엘류에 이어 2번째)이자 역대 최장수 사령탑으로 알려져 있다. 선수 시절에는 장기로 태클 능력과 활동량을 지닌 수비형 미드필더로서 포르투갈의 빅3 가운데 2개 팀에서 뛰었으며 프리메이라리가에서 11시즌이 넘는 기간 동안 공식전 통산 326경기에서 19골을 기록했고 스페인에서도 4년간 뛰기도 했으며 또한 포르투갈 대표팀의 일원으로서도 FIFA 월드컵과 UEFA 유럽 축구 선수권 대회에 각각 한번씩 출전했다.

## 선수 경력
포르투갈 축구 국가대표팀의 일원으로 UEFA 유로 2000과 2002년 FIFA 월드컵에 참가하여 유로 2000에서는 UEFA 유로 1984 이후 16년만의 유로 대회 4강 진출에 공헌했다.
그러나 2002년 월드컵에서는 인천에서 열린 대한민국과의 D조 조별리그 최종전에 출전했으나 팀은 주앙 핀투와 베투의 퇴장으로 인한 수적 열세를 극복하지 못했고 오히려 상대팀인 박지성에게 선제골이자 결승골을 얻어맞고 0-1로 패하면서 1승 2패·조 3위로 조별리그 탈락의 쓴잔을 마셨으며 이 경기 직후 국가대표팀 은퇴를 선언했는데 주앙 핀투가 박지성에게 백태클을 걸어 퇴장당했을 당시 핀투를 옆에서 말렸던 선수가 벤투 감독이었다.

## 지도자 경력

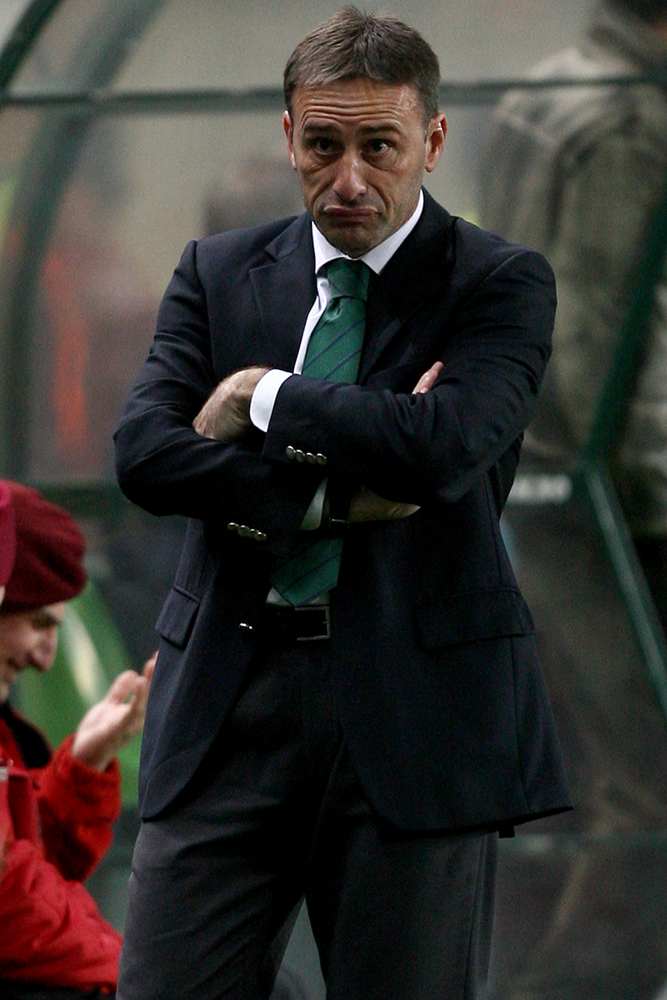
스포르팅 시절의 벤투 (2009년)

2004년 7월부터 명문 구단인 스포르팅 CP U-19팀 감독으로 첫 지도자 커리어를 시작했고 부임하자마자 주니어 챔피언쉽에서 우승하면서 그 성과를 바탕으로 스포르팅 CP의 1군 감독으로 승격된다. 
재임 4년동안 리그 준우승 4회, FA컵 우승 2회, 슈퍼컵 우승 2회, 리그컵 준우승 2회, 팀의 사상 첫 챔스 16강 진출 등 뛰어난 성과를 이뤄냈고 특히 단기 토너먼트 대회에서 특출한 능력을 발휘하며 39세의 젊은 감독이 첫 프로팀 감독으로 스포르팅을 4년간 이끌며 이뤄낸 성적으로 '포르투갈 최고의 젊은 감독, 컵 대회 왕자'라는 평을 받았으며 리그에서도 'CNID 신인 감독상'라는 상을 수상했다. 
이후 이러한 능력을 인정받아 포르투갈 축구 국가대표팀 감독으로 부임하여 2번의 메이저 대회에 참가했고 감독으로 첫 메이저 대회인 UEFA 유로 2012에서 포르투갈의 8년만의 준결승 진출을 이뤄냈으며 2014년 FIFA 월드컵 유럽 지역 예선에서도 포르투갈의 4회 연속이자 통산 5번째 월드컵 본선 진출을 이끌었다. 
그러나 본선 첫 경기인 독일전에서 주전 수비수 페페의 퇴장으로 인한 열세 등을 극복하지 못한 채 0-4로 완패했고 2차전에서는 미국과 2-2로 비긴 뒤 3차전에서는 가나에 2-1로 승리를 거두면서 본선 첫 승을 기록했으나 미국에 골득실에서 밀리면서 G조 3위로 3회 연속 16강 진출에 실패했다. 
월드컵 조별리그 탈락에도 불구하고 그동안 감독으로서의 능력을 인정받아 유임됐으나 2014년 9월 알바니아와의 UEFA 유로 2016 예선 I조 1차전 홈 경기에서 당한 0-1 충격패에 대한 책임을 지고 감독직을 자진 사퇴했으며 이후 후임으로 2014년 월드컵에서 그리스를 사상 첫 16강으로 이끈 페르난두 산투스 감독이 선임되었다.
포르투갈을 떠난 뒤 자신의 첫 해외 커리어로 브라질 명문 크루제이루 EC에 부임했으나 조기 사임했고 사임하자마자 그리스 명문 올림피아코스 FC의 감독으로 취임하여 68%의 높은 승률로 리그 우승을 이끌었으나 선수 공개 비판 파문으로 경질되었고 중국 슈퍼리그 충칭 량장 징지에서도 성적 부진으로 7개월만에 경질되었다. 
그 후 2018년 8월 17일 독일전 승리로 유종의 미를 거둔 신태용 현 인도네시아 축구 국가대표팀 감독의 후임으로 2002년 월드컵 당시 조별리그 최종전 상대였던 대한민국 대표팀의 신임 감독으로 선임되었다. 
그리고 2018년 9월 7일 고양종합운동장에서 열린 코스타리카와의 공식 데뷔전에서 안정된 수비를 바탕으로 후방에서 적극적인 빌드업과 빠른 공수전환으로 효율적인 점유 축구를 선보이면서 2-0으로 승리했고 수원월드컵경기장에서 열린 남미의 강호 칠레와의 경기에서는 0-0 무승부를 거두었다. 
이후 2019년 AFC 아시안컵에서는 대회 내내 들쑥날쑥한 경기 운영을 펼치다가 대한민국이 8강에서 탈락함으로서 59년 만의 아시안컵 우승 도전에 실패하면서 축구팬들의 비판을 한몸에 받기도 했으나 2019년 EAFF E-1 풋볼 챔피언십에서는 대한민국의 통산 5번째 우승이자 사상 첫 개최국 우승을 지휘했다.
그 뒤 2022년 FIFA 월드컵 아시아 지역 최종 예선에서 7승 2무 1패·A조 2위의 호성적으로 대한민국의 10회 연속 월드컵 본선 진출이라는 대업을 이끌어냈고 2022년 FIFA 월드컵 H조 조별리그에서도 1승 1무 1패·조 2위로 허정무 감독 재임 시절이던 2010년 FIFA 월드컵 이후 12년만의 대한민국의 통산 3번째 월드컵 16강 진출이자 통산 2번째 원정 월드컵 16강 진출의 대업을 이끌면서 포르투갈 대표팀 선수 시절과 포르투갈 대표팀 감독 시절에도 이루지 못했던 16강 진출의 업적을 대한민국 대표팀 감독으로서 이뤄낸 것은 물론 2018년 부임 당시 57위에 머물러 있었던 대한민국의 FIFA 랭킹을 4년 4개월만에 무려 32계단 끌어올리는 또 하나의 성과를 남겼다.
이후 도하에서 열린 브라질과의 16강전을 끝으로 대한민국 대표팀 사령탑을 내려놓겠다고 밝히면서 4년 4개월간의 대한민국 대표팀 감독 생활을 마치고 2022년 12월 13일 인천국제공항을 통해 출국한 후, 두바이를 경유해 고국인 포르투갈로 귀국했다.
그리고 열흘 후인 23일 웨스틴 조선호텔 서울에서 진행된 대한축구협회 시상식 당시 포르투갈에 머물러 있었기 때문에 참석하지 못했으나, 인천 현대제철 레드엔젤스의 WK리그 10연패의 대업을 이끈 김은숙 감독과 함께 올해의 지도자상에 선정되는 영예까지 안았다.
그로부터 2개월이 지난 2023년 2월 27일 그의 후임으로 독일 대표팀의 사령탑으로 2006년 FIFA 월드컵 3위, 미국 대표팀의 사령탑으로 2014년 FIFA 월드컵 16강 진출을 지휘한 위르겐 클린스만이 대한민국 축구 국가대표팀의 새로운 감독으로 선임되었다.
대한민국 국가대표팀 사령탑에서 물러난지 7개월이 지난 2023년 7월 9일 2022년 FIFA 월드컵 아시아 지역 최종 예선 상대였던 아랍에미리트 축구 국가대표팀의 사령탑으로 부임했다. 그러나 성적 부진으로 2025년 3월 26일에 경질됐다.

## 수상 내역

### 클럽 (선수)
이스트렐라 다 아마도라
- 타사 드 포르투갈 : 우승 (1989-90)

비토리아 SC
- 타사 드 포르투갈 : 4강 (1992-93)

SL 벤피카
- 프리메이라리가 : 준우승 (1995-96), 3위 (1994-95)
- 타사 드 포르투갈 : 우승 (1995-96)

스포르팅 CP
- 프리메이라리가 : 우승 (2001-02), 3위 (2000-01, 2002-03, 2003-04)
- 타사 드 포르투갈 : 우승 (2001-02), 4강 (2000-01)
- 수페르타사 칸디두 드 올리베이라 : 우승 (2002)

### 국가대표팀 (선수)
포르투갈
- UEFA 유럽 축구 선수권 대회 : 4강 (2000)

### 클럽 (지도자)
스포르팅 CP
- 프리메이라리가 : 준우승 (2005-06, 2006-07, 2007-08, 2008-09)
- 타사 드 포르투갈 : 우승 (2006-07, 2007-08), 4강 (2005-06)
- 타사 다 리가 : 준우승 (2007-08, 2008-09)
- 수페르타사 칸디두 드 올리베이라 : 우승 (2007, 2008)

 올림피아코스 FC
- 수페르리가 엘라다 : 우승 (2016-17)

### 국가대표팀 (지도자)
포르투갈
- UEFA 유럽 축구 선수권 대회 : 4강 (2012)

 대한민국
- EAFF E-1 풋볼 챔피언십 : 우승 (2019), 준우승 (2022)

### 개인
- CNID 신인 감독상: 2005-06
- 포르투갈 최우수 감독상 : 2013-2014
- 대한축구협회 시상식 올해의 지도자상 : 2022

#### 감독 기록
2022년 12월 6일 업데이트
| 팀              | 취임             | 해임            | 기록 | 기록 | 기록 | 기록 | 기록 | 기록 | 기록 | 기록   |
| 팀              | 취임             | 해임            | G    | W    | D    | L    | GF   | GA   | GD   | Win %  |
| --------------- | ---------------- | --------------- | ---- | ---- | ---- | ---- | ---- | ---- | ---- | ------ |
| 스포르팅 CP     | 2005년 10월 21일 | 2009년 11월 5일 | 229  | 139  | 51   | 39   | 258  | 181  | +77  | 060.70 |
| 포르투갈        | 2010년 9월 21일  | 2014년 9월 11일 | 44   | 24   | 11   | 9    | 85   | 48   | +37  | 054.55 |
| 크루제이루 EC   | 2016년 5월 11일  | 2016년 7월 25일 | 17   | 6    | 3    | 8    | 23   | 28   | −5   | 035.29 |
| 올림피아코스 FC | 2016년 8월 11일  | 2017년 3월 6일  | 37   | 25   | 6    | 6    | 66   | 20   | +46  | 067.57 |
| 충칭 량장 징지  | 2017년 12월 11일 | 2018년 7월 22일 | 14   | 4    | 2    | 8    | 18   | 20   | −2   | 028.57 |
| 대한민국        | 2018년 8월 17일  | 2022년 12월 6일 | 57   | 35   | 13   | 9    | 100  | 46   | +54  | 061.40 |
| 경력 합계       | 경력 합계        | 경력 합계       | 370  | 215  | 84   | 71   | 614  | 317  | +297 | 58.11  |